# Ion Vitner

Ion Vitner (numele apare și în grafia Wittner; n. 19 august 1914, București — d. 12 aprilie 1991, București) a fost un scriitor și critic literar român evreu, reprezentant al realismului socialist și proletcultismului.

## Biografia
A studiat pentru a deveni medic stomatolog, dar a abandonat profesia în 1931, când a debutat la revista literară avangardistă unu, condusă de Sașa Pană.
Între anii 1933 și 1935 a participat la Cercul de studii marxiste de pe lângă revista Cuvântul liber, devenind unul dintre reprezentanții dogmatismului proletcultist. Din cauza activității politice de stânga desfășurate i s-a fixat domiciliu forțat în 1940. În 1942 a fost deportat în Transnistria.
Între anii 1944 și 1946 a fost redactor la ziarul Scînteia, între 1944 și 1949 a fost membru în comitetul redacțional al revistei Orizont, iar din 1948 până la moarte a fost redactor-șef adjunct și apoi redactor-șef al revistei Flacăra.
A colaborat și la revistele Gazeta literară, Contemporanul, Tribuna și Viața românească unde a scris o serie de articole pe tema „Pe drumul realismului socialist”.
Ion Vitner socotea că prin silință se poate deveni „un adevărat educator al maselor, un propagandist al ideilor socialismului, un agitator și un mobilizator al elanului eroilor muncii din viața noastră de fiecare zi”.
În revista Contemporanul, nr. 40, 27 iulie 1947, Ion Vitner a publicat un articol, cu titlul „Poetul culorilor sumbre”, în care Mihai Eminescu era contestat, fiind declarat „nebun” și l-a acuzat că este „exponent al marii boierimi și a tendințelor ei retrograde”, „un caz tipic de intelectual în derută, care în ura sa împotriva burgheziei, în loc să utilizeze armele claselor de jos, utilizează armele marii latifundii. [...] Mesajul său poetic... este mesajul unei clase decadente, agonice...”.
Volumele din 1949, Pasiunea lui Pavel Corceaghin și Critica criticii, în care a adunat articolele publicate în prealabil în presă, au fost primul ghid a dogmatismului proletcultist în România.
După 1945, și mai ales în anii ’50, când lupta de clasă „se ascuțea din ce în ce”, rubrica de cinema de la Contemporanul, a lui Eugen Schileru, a fost uzurpată de un semnatar vigilent și corespunzător, numit Emil Suter, și de fratele său, Ion Vitner, aceștia având sarcina de partid să atace și așa destul de fragila cinematografie autohtonă.
Între anii 1948 și 1960 a fost membru în Comitetul de conducere al Uniunii Scriitorilor. Din 1948 a lucrat la Universitatea din București, înlocuindu-l pe George Călinescu, pentru a se putea impune o „nouă” intelectualitate, care să-i ia locul celei vechi.

## Premii
- Premiul de Stat (1949 și 1955)
- Premiul Academiei (1954)

## Distincții
- Medalia „A cincea aniversare a Republicii Populare Române” (24 decembrie 1952) „pentru lupta și munca duse în vederea făuririi, consolidării și prosperării Republicii Populare Române”[8]
- Ordinul Muncii clasa a II-a (9 iunie 1954) „pentru merite deosebite în domeniul creației literare”[9]

## Scrieri
- Octombrie, 1932 (publicat sub numele de Ion Wittner)
- Supremul adevăr, editura unu, București, 1933 (ediție hors-commerce cu un portret de M. Grünspan și cu un autoportret-colaj de autor; publicat sub numele de Ion Wittner)
- Critica criticii, Imprimeriile Scrisul Liber, 1949
- Pasiunea lui Pavel Corceaghin, 1949
- Fronturile de luptă ale lui C. Dobrogeanu-Gherea, 1949
- Influența clasei muncitoare în opera lui Eminescu și Caragiale, 1949
- Poezia lui A. Toma, 1950
- Viața și opera lui D. Th. Neculuță, Editura pentru Literatură și Artă a Uniunii Scriitorilor din R.P.R., București, 1950
- Problema moștenirii literare, 1952
- Pămîntul prieteniei, Editura de Stat pentru literatură și artă, București, 1954
- Eminescu, Editura de Stat pentru literatură și artă, București, 1955
- Un mare scriitor al Chinei de Azi: Go Mo-Jo, Editura de Stat pentru literatură și artă, București, 1955
- Eminescu, Editura Allami Irodalmi es Meveszeti Kiado, Marosvasarhely, 1956
- Firul Ariadnei, Editura de Stat pentru literatură și artă, București, 1957
- Meridiane literare, Editura de Stat pentru Literatură și artă, București, 1960
- Prozatori contemporani: Ion Vitner. Vol. I, Editura pentru Literatură, București, 1961
- Prozatori contemporani: Ion Vitner. Vol. II, Editura pentru Literatură, București, 1962
- Formarea conceputului de literatură socialistă. Literatura în publicațiile socialiste și muncitorești 1880-1900. Reviste literare, Editura pentru Literatură, București, 1966
- Albert Camus sau tragicul exilului, Editura pentru Literatură Universală, București, 1968
- Semnele romanului, Editura Cartea Românească, București, 1971
- Reverii pe malurile Senei, Editura Cartea Românească, București, 1978
- Alexandru Ivasiuc: înfruntarea contrariilor, Colecția „Contemporanul nostru”, Editura Albatros, București, 1980
- Popas lîngă Notre-Dame, Editura Cartea Românească, București, 1981 (jurnal de călătorie)